# Tegenaria capolongoi
Tegenaria capolongoi är en spindelart som beskrevs av Brignoli 1977. Tegenaria capolongoi ingår i släktet husspindlar, och familjen trattspindlar.
Artens utbredningsområde är Italien. Inga underarter finns listade i Catalogue of Life.